# Emilia Fox

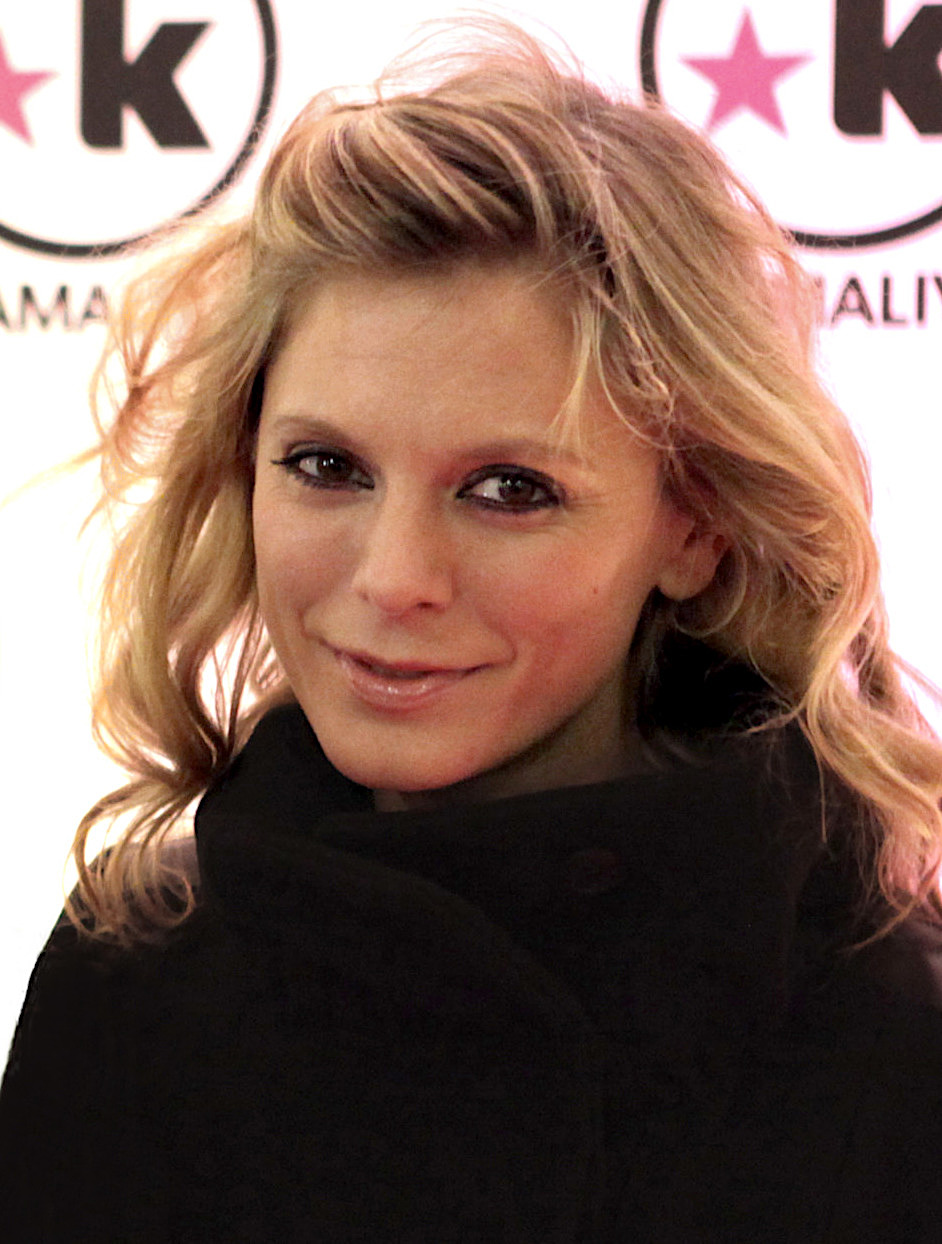
Emilia Fox, 2011

Emilia Rose Elizabeth Fox (* 31. Juli 1974 in London) ist eine britische Schauspielerin und Filmproduzentin.

## Leben und Karriere
Emilia Fox entstammt einer Schauspielfamilie: ihre Mutter ist Joanna David, ihr Vater Edward Fox, ihr Onkel James Fox und ihr 15 Jahre jüngerer Bruder ist Freddie Fox. Ihre Ausbildung hat sie an der Bryanston School gemacht und ihren Universitätsabschluss an der University of Oxford. Neben ihrer Muttersprache spricht sie auch Deutsch und Französisch.
Fox’ bekannteste Rolle war die der Jeannie Hurst in der Neuauflage der Fernsehserie Randall & Hopkirk – Detektei mit Geist. Sie spielte auch in diversen Spielfilmen mit, unter anderem 2002 in Der Pianist und 2005 in Mord im Pfarrhaus. Nach dem Ausstieg der von Amanda Burton dargestellten Hauptfigur aus der Serie Silent Witness im Jahr 2004 wurde Fox als neues weibliches Mitglied in das Pathologenteam um den neuen Hauptdarsteller William Gaminara aufgenommen. Von 2009 bis 2011 war sie in Gastauftritten in der BBC-Produktion Merlin – Die neuen Abenteuer in der Rolle der Morgause zu sehen.
Zwischen 2005 und 2009 war Fox mit Schauspielkollege Jared Harris verheiratet. Im November 2010 brachte sie eine Tochter zur Welt.

## Filmografie (Auswahl)
- 1995: Stolz und Vorurteil (Pride and Prejudice, Fernsehserie, 4 Folgen)
- 1997: Rebecca (Fernsehfilm)
- 1999: David Copperfield (Fernseh-Zweiteiler)
- 1999: Bad Blood (Fernsehfilm)
- 2000: Randall & Hopkirk – Detektei mit Geist (Randall & Hopkirk (Deceased), Fernsehserie, 12 Folgen)
- 2002: Der Pianist (The Pianist)
- 2002: Prendimi l'anima
- 2002: Coupling – Wer mit wem? (Coupling, Fernsehserie, 2 Folgen)
- 2003: Three Blind Mice – Mord im Netz (3 Blind Mice)
- 2003: Helena von Troja (Helen of Troy, Fernsehfilm)
- 2003: Henry VIII (Fernsehfilm)
- 2004: Things to Do Before You’re 30
- 2004: Cashback (Kurzfilm)
- seit 2004: Silent Witness (Fernsehserie)
- 2005: Mord im Pfarrhaus (Keeping Mum)
- 2005: Der Tiger und der Schnee (La tigre e la neve)
- 2006: Cashback
- 2006: Agatha Christie’s Marple (Fernsehserie, 1 Folge)
- 2007: Ballet Shoes (Fernsehfilm)
- 2008: Flashbacks of a Fool
- 2008: Liebe zwischen den Zeilen (Consuming Passion, Fernsehfilm)
- 2009: Das Bildnis des Dorian Gray (Dorian Gray)
- 2009–2011: Merlin – Die neuen Abenteuer (Merlin, Fernsehserie, 11 Folgen)
- 2010: Ewiges Leben (Ways to Live Forever)
- 2011: A Thousand Kisses Deep
- 2012: Gefährliche Begierde (Suspension of Disbelief)
- 2013: The Wrong Mans – Falsche Zeit, falscher Ort (The Wrong Mans, Fernsehserie, 5 Folgen)
- 2016: Mum's List
- 2016: Shakespeare für Anfänger (The Carer)
- 2016: The Tunnel – Mord kennt keine Grenzen (Fernsehserie, 6 Folgen)
- 2016–2018: Home from Home (Fernsehserie, 6 Folgen)
- 2016–2019: Delicious (Fernsehserie, 12 Folgen)
- 2018: The Ghost (Kurzfilm)
- 2018: Inside No. 9 (Folge 4x03 Once Removed)
- 2018: Strangers (Fernsehserie, 8 Folgen)
- 2019–2020: Die skandalösen Affären der Christine Keeler (The Trial of Christine Keeler, Miniserie, 6 Folgen)
- 2020: Da scheiden sich die Geister (Blithe Spirit)
- 2021: Saturday Knight Takeaway (Fernsehfilm)
- seit 2022: Signora Volpe (Fernsehserie)
- 2023: To My Son
- 2025: Legend Has It